# Tauraco bannermani
Tauraco bannermani (tên thường gọi tiếng Anh: "Bannerman's turaco", tiếng Pháp: "touraco de Bannerman" hay "touraco doré") là một loài thuộc họ Musophagidae. Đây là chim đặc hữu Cameroun. Tên loài (bannermani) vinh danh nhà điểu học David Armitage Bannerman. Môi trường sống của nó là rừng trên núi ẩm nhiệt đới và cận nhiệt đới. IUCN xem đây là loài nguy cấp do mất môi trường sống.

## Phân loại
Nhà tự nhiên học Mỹ George Latimer Bates mô tả T. bannermani vào năm 1923. Nghiên cứu di truyền cho thấy loài này có quan hệ gần với Tauraco erthrolophus và Tauraco leucolophus. Cuối thế Pliocen, khi ba loài bắt đầu tách biệt, biến đổi khí hậu gây ra khô hạn kéo dài, dẫn đến sụt giảm độ che phủ rừng và xavan thu hẹp dần. T. leucolophus giữ được phân bố rộng khắp, nhờ thích ứng với môi trường mới, còn T. bannermani chỉ sót lại trên vùng đồi núi rừng phủ.

## Mô tả
T. bannermani đạt chiều dài 43 cm (17 in). Nó có mặt xám, mào và gáy màu đỏ-cam. Đây là loài chim nhút nhát và khó bắt gặp. Tuy vậy, nó có tiếng hót đặc trưng, nghe được cả ở nơi cách xa một kilomet.

## Phân bố
T. bannermani đặc hữu vùng rừng núi Cameroun. Nó sống chủ yếu trên cao nguyên Bamenda miền tây Cameroun, số ít có mặt ở Massif du Mbam. Nó cư ngụ trong rừng nguyên sinh và thứ cấp nơi vẫn còn nhiều cây cao. Độ cao phân bổ là từ 2.200 đến 2.600 m (7.200 đến 8.500 ft).